# 프톨레마이오스 1세 소테르

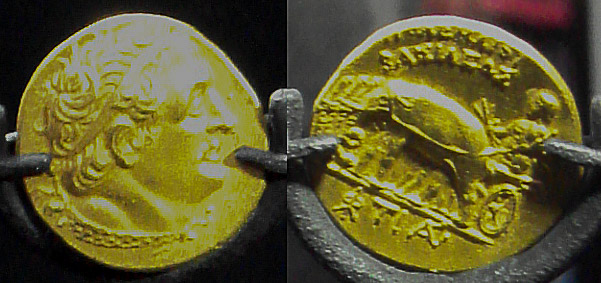
프톨레마이오스 1세의 동전.

프톨레마이오스 1세 소테르(그리스어: Πτολεμαῖος Σωτήρ, 기원전 367년 — 기원전 283년)는 알렉산드로스 대왕 시대의 마케도니아 왕국의 부하 장군으로 알렉산드로스의 사후 그의 뒤를 이은 이른바 디아도코이 중의 한사람으로 기원전 323년부터 이집트의 총독이 되었고 기원전 305년 통치자가 되었다. 이집트의 헬레니즘 왕조인 프톨레마이오스 왕조의 창시자였다. 그의 별칭인 소테르는 "구원자"라는 뜻이다.

## 생애

### 생애 초기
프톨레마이오스의 어머니는 아르시노에로 아버지는 불명이다. 당대에는 그의 아버지가 마케도니아의 귀족인 라고스로 묘사되기도 하였으나 필리포스 2세의 사생아라는 설도 있다. 이 가설이 맞는다면 그는 알렉산드로스의 배다른 형제가 된다. 프톨레마이오스는 어린 시절부터 마케도니아 궁정에서 알렉산드로스와 함께 교육받았고 두 사람은 매우 절친해졌다.
기원전 337년 필리포스 2세에 의해 그는 알렉산드로스와 그의 부하들과 함께 추방을 당했으나 부왕 필리포스가 죽고 이듬해 알렉산드로스가 왕위에 오른 뒤에 다시 마케도니아로 다시 돌아와 알렉산드로스의 부하 장군이 되었다. 그는 알렉산드로스의 절친한 부하이자 친구로서 알렉산드로스의 첫 번째 원정부터 그와 함께 참가하여 수많은 원정에 함께 하였다. 알렉산드로스의 동방원정에 참가하였고 기원전 327년부터 박트리아에서 인더스강으로 원정하는 중에 수많은 무공을 세우고 마케도니아 함대 사령관이 되었다.
기원전 324년 페르시아 제국의 수도인 수사에서 시행된 유명한 축제에서 알렉산드로스는 그를 페르시아 출신의 귀족인 아르타카마와 결혼시켰다. 기원전 323년 알렉산드로스가 죽자 바빌로니아에서 알렉산드로스의 장군들이 대 제국에 대한 분할을 하였는데 프톨레마이오스는 이집트의 총독으로 리인전한 리비아와 아라비아 지역까지 관장하게 되었다. 기원전 305년 그는 자의적으로 키레나이카를 병합하며 이집트 파라오로 등극하면서 제국의 섭정이자 제국통합파인 페르디카스는 프톨레마이오스를 가장 강력한 라이벌로 생각하게 되었다.

### 디아도코이 전쟁

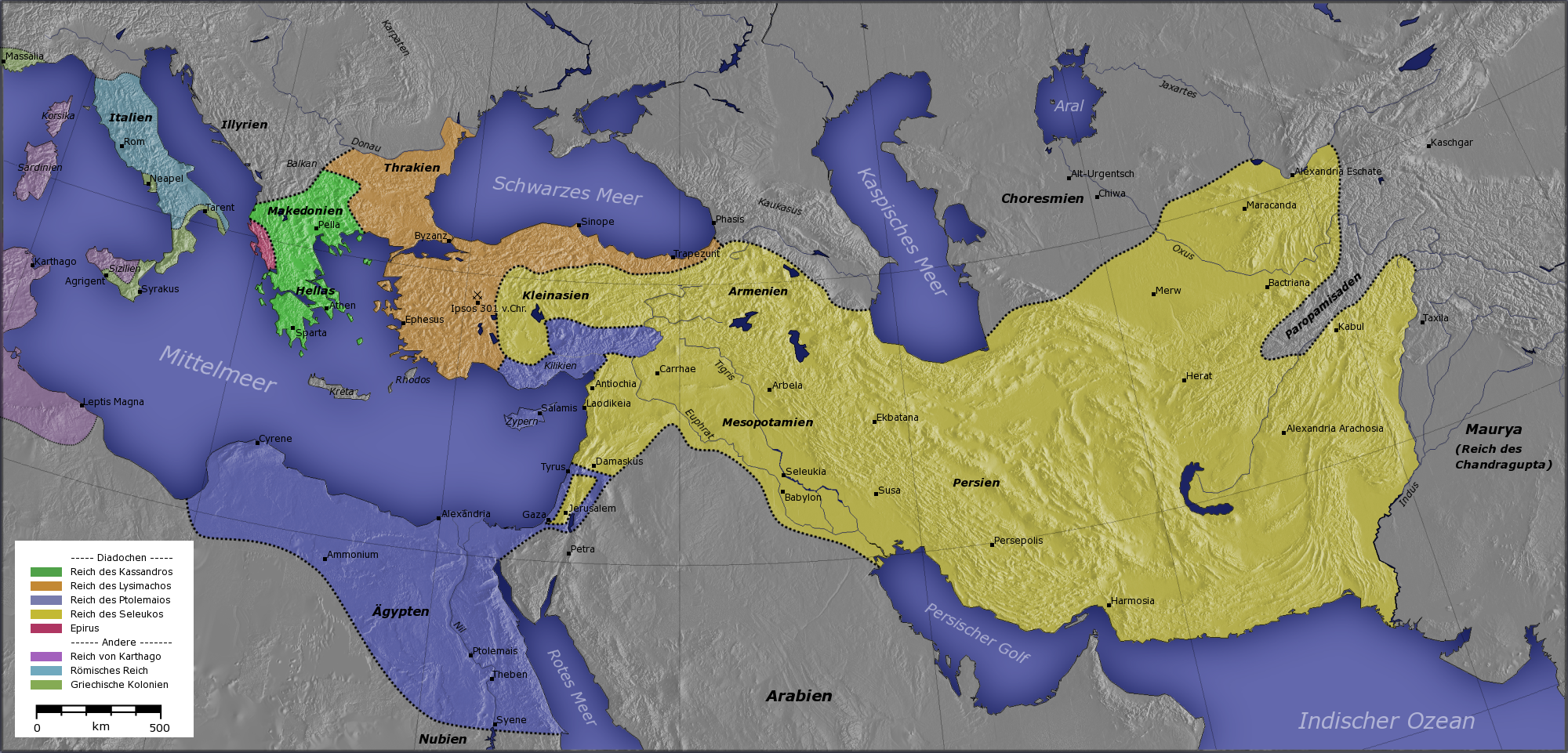
디아도쿠스 왕국들
프톨레마이오스 1세의 왕국
카산드로스의 왕국
리시마쿠스의 왕국
셀레우코스 1세의 왕국
에피루스
기타
카르타고
고대 로마
그리스 식민도시들

기원전 321년 페르디카스는 이집트를 침공했는데 프톨레마이오스는 나일강에서 이를 잘 막아내었고 결국 페르디카는 배신자들에 의해 살해되고 말았다. 프톨레마이오스는 즉시 나일강을 넘어 진격했고 페르디카스의 섭정의 자리를 제안받았으나 거절했다. 그는 디아도코이 사이의 전쟁에서 자신의 근거지인 이집트의 안보를 확보하는 것이 급선무라고 판단했던 것이다. 페르디카스가 죽고 안티파트로스가 섭정이 되었는데 프톨레마이오스는 자신의 권력을 키프로스 섬과 시리아에까지 펼쳤다.
기원전 315년 안티고노스 1세의 위협이 가중되자 프톨레마이오스는 시리아와 키프로스를 잃었다. 그는 반-안티고노스 연합에 가담하여 안티고누스의 잔당들과 전쟁을 벌였고 기원전 313년 키프로스를 재 탈환하였다. 이듬해, 프톨레마이오스와 셀레우코스 1세는 시리아로 쳐들어가 안티고노스의 아들 드미트리오스를 가자 전투에서 격파하고 시리아를 되찾았으나 불과 몇 달 후에는 드미트리오스에게 패하고 다시 시리아에서 퇴각했고 311년 평화가 이루어졌다. 그 후 마케도니아의 어린 왕 알렉산드로스 4세가 암살 당하고 평화는 오래가지 않았다.
기원전 309년 프톨레마이오스는 직접 함대를 이끌고 리키아와 카리아의 안티고노스의 영토를 침공했고 그리스로 넘어가 코린토스를 공략했다. 안티고노스 측은 드미트리오스가 대 함대를 이끌고 기원전 306년 키프로스를 침공하고 이어진 살라미스 해전에서 프톨레마이오스의 동생 메넬라오스를 격파하고 그를 포로로 잡았다. 프톨레마이오스는 다시 키프로스를 잃었다.
기원전 306년 안티고노스는 키프로스의 승리의 여세를 몰라 이집트를 침공했으나 프톨레마이오스는 이를 막아내었고 드미트리오스의 로도스 침공에 대해 로도스섬에 구원군을 보냈는데 이 때문에 로도스 주민들로부터 소테르(구원자라는 뜻)의 호칭을 받았다.

### 이집트의 통치
안티고노스를 비롯한 디아도코이들은 4개 국가로 분할하고 스스로를 왕으로 칭하였다. 기원전 305년 프톨레마이오스도 이집트에서 공식적으로 파라오로 등극하면서 프톨레마이오스 왕조를 열었다.
기원전 302년 안티고노스에 대항하는 연합군이 다시 결성되자 프톨레마이오스는 이에 참가하여 시리아로 진격했고 기원전 301년 〈이프소스 전투〉에서 리시마코스와 셀레우코스 1세가 안티고노스를 격파하자 다시 시리아를 차지했다. 그러나 다른 동맹자들이 시리아에 대해 셀레우코스의 종주권을 인정했기 때문에 이스라엘 (특히 유대지방)에 대한 영토권을 두고 셀레우코스 왕조와 프톨레마이오스 왕조 사이의 분쟁이 다음 백년간 지속되었다.
그는 결혼동맹으로 자신의 외교를 폈다. 기원전 300년 트라키아의 리시마코스와 동맹을 맺고 딸 아르시노에 2세와 결혼시키고 의붓딸인 테옥세나를 시라쿠사의 참주 아가토클레스에게 시집보냈으며, 기원전 296년경에는 오랜 라이벌 드미트리오스 폴리오르케테스와 딸 프톨레마이스와 약혼시켰다. 또다른 강력한 군주 에페이로스의 피로스에게는 의붓딸인 안티고네를 주었다.
그는 또한 이집트의 내정을 정비하고 여러 가지로 선정을 베풀어 이집트인들의 환심을 샀다. 기원전 290년 그는 아내인 베레니케 1세를 이집트의 여왕으로 세우고 기원전 285년에는 둘째 아들 프톨레마이오스 2세를 공동 통치자이자 왕위계승자로 임명했다. 프톨레마이오스는 기원전 283년 겨울 83세의 나이로 알렉산드리아에서 죽었다. 왕위는 아들에게 순조롭게 넘어갔다.

## 평가
프톨레마이오스는 알렉산드로스가 죽은 뒤에 자신의 위치를 잘 활용하여 동맹과 연합을 수시로 바꾸면서 전쟁으로 혼란스러운 시기에 자신의 근거지 이집트를 잘 방어할 수 있었다. 재정문제를 관리하기 위해 당시 이집트에게는 거의 알려져 있지 않았던 화폐제도를 도입했고 종교적 관용과 유화정책을 폈다.
그는 멤피스에서 이집트와 그리스의 종교를 융합시키는 사라피스 의식을 정례화했으며 페르시아인들에게 파괴당한 이집트 제26왕조, 이집트 제28왕조, 이집트 제29왕조, 이집트 제30왕조의 파라오들이 만든 신전들을 복구했고, 학자들과 신관들이 연구하고 활동하는 무제이온을 세우고 유명한 알렉산드리아 도서관, 알렉산드리아의 등대도 건립했다. 그는 예술과 학문의 후원자였을 뿐만 아니라 그 자신이 역사가, 작가로 활동했다. 비록 지금은 전해지지 않지만 알렉산드로스의 동방원정에 대한 역사책을 썼다고 전해진다.
프톨레마이오스는 생전에 일종의 신격에 이른 사람으로 찬양받았으며 죽은 뒤에는 거의 대부분 이집트인들로부터 신과 같은 존재로 추앙받았다.

## 일화
학문을 좋아한 군주답게 프톨레마이오스는 알렉산드리아의 저명한 수학자 에우클레이데스를 후원했는데 에우클레이데스의 《기하학 원론》이 너무 어려워서 기하학을 더 쉽게 배우는 방법에 대해 물었다. 그러자 이 위대한 수학자는 "파라오, 기하학으로의 왕도는 없사옵니다." 라고 대답하였다고 한다.
| 전임 알렉산드로스 4세 | 이집트의 파라오 (프톨레마이오스 왕조) 기원전 305년 - 기원전 283년 | 후임 프톨레마이오스 2세 필라델포스 |

## 같이 보기
- 세라피스